# Stylodrilus cernosvitovi
Stylodrilus cernosvitovi is een ringworm uit de familie van de Lumbriculidae. De wetenschappelijke naam van de soort is voor het eerst geldig gepubliceerd in 1950 door Hrabe.